# Kalash
Kalash, kalās o kalasha, denominació d'una ètnia que habita entre els actuals límits septentrionals del Pakistan, en les valls de Rukmu, Mumret i Biriut corresponents a la serralada de l'Hindu Kush. Es tracta d'un poble indoeuropeu al qual se li ha atribuït un origen grec o també protoindoeuropeu. Segons el lingüista Richard Strand, els habitants de Chitral aparentment van adoptar el nom de l'antiga Kafiristan Kalasha, la qual en algun moment indeterminat van estendre la seva influència sobre Chitral.

## Població

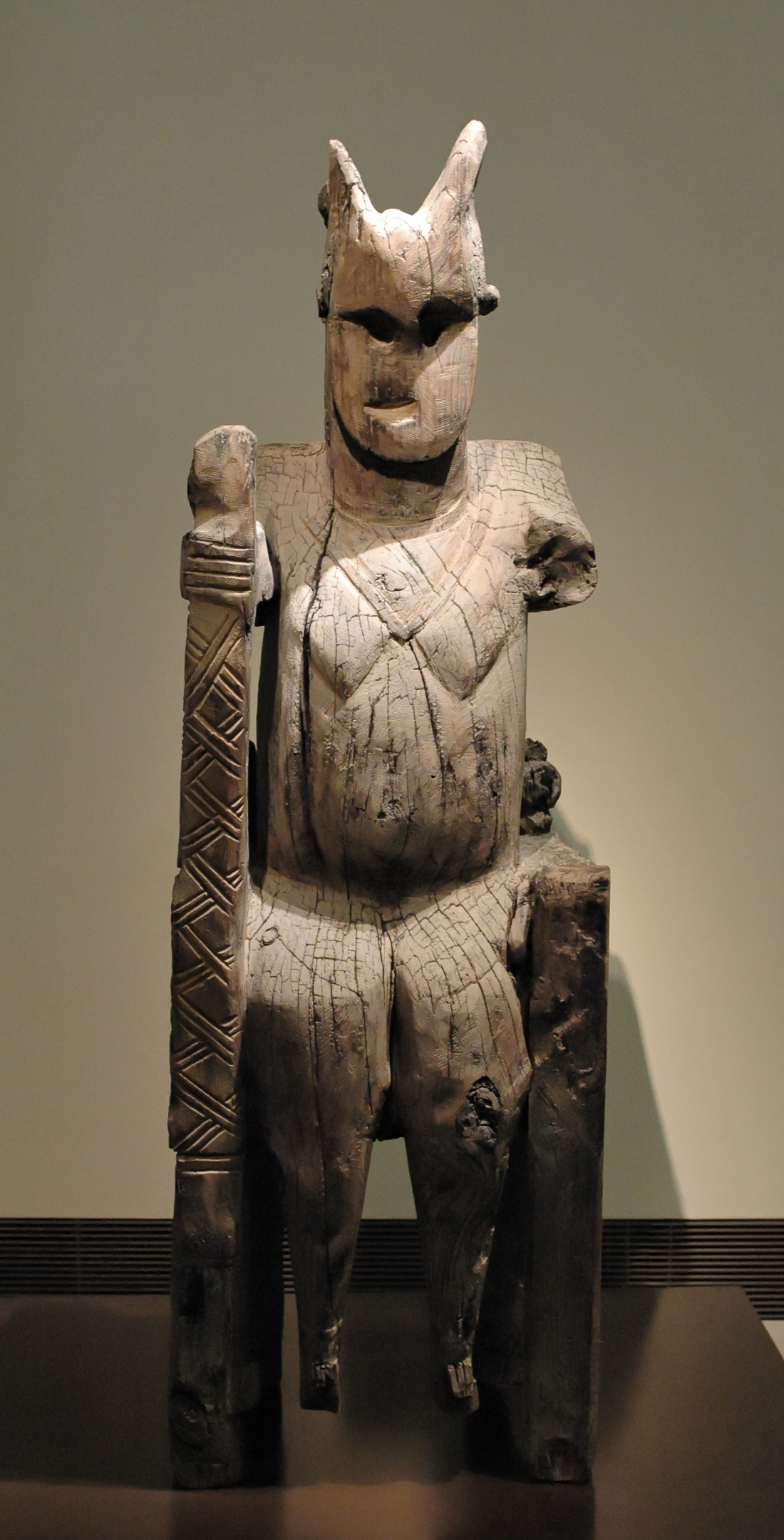
Escultura Kalash en fusta

La població l'any 2006 dels kalash s'ha reduït a una xifra que només oscil·la entre els 3.000 i 6.000 habitants. Aquesta població subsisteix en petits pobles ubicats en llocs gairebé inaccessibles entre les muntanyes; cal tenir en compte que el 1900 la població estimada dels kalash rondava les 100.000 persones.
No només certs trets culturals han fet suposar que els kalash o kalasha poden ser descendents de colònies gregues establertes a la regió cap al segle iv aC, sinó els seus fisiotips: els kalash solen tenir una important freqüència d'individus amb ulls i cabell clars aspecte pel qual hi hauria alguna similitud amb els habitants de l'Antiga Grècia (en especial els grecomacedonis), però aquestes característiques fisiotípiques poden explicar-se per una particularitat genètica local, o segons molts investigadors actuals, tant les similituds culturals com les fisiotípiques entre kalash i els antics grecs podrien derivar d'un llinatge comú existent durant l'expansió protoindoeuropea fa uns 5.000 anys.

## Llenguatge
El kalash és una llengua dàrdica que pertany a la branca indoària del grup indoiranià; que a la vegada pertany a la immensa família indo-europea. Es classifica com a membre dins el subgrup del chitral, l'únic altre membre del grup és el khowar. El lingüista noruec Georg Morgenstierne, que va estudiar les dues llengües, va escriure que tot i les similituds, el kalasha és una llengua independent, no un simple dialecte del Khowar.

## Cultura
A primera vista – si es contrasta amb la dels pobles veïns – el que pot cridar més l'atenció de la genuïna cultura kalash és la seva religió: anterior al Budisme i a l'islam, tenen similituds amb rituals vèdics que van introduir els pobles aris que van envair l'Índia durant el segon mil·lenni abans de la nostra era.
La seva religió és politeista amb molts elements de xamanisme, adorant de vegades a ídols tallats en fusta que representen a les seves deïtats; aquesta religió dona a les dones un grau d'igualtat en relació als homes que és inusual entre els pobles musulmans que els envolten: el contrast és total a simple vista, el viatger que arriba a un poble kalash observa de primera instància que les dones kalash poden anar pels carrers amb el rostre sense vel.
Per una altra banda, encara que no està concretat si el culte ancestral kalash prohibeix o no la poligàmia, el més comú entre la població kalash és la monogàmia.
Tant els kalash com els nuristanis parlen un mateix idioma, encara que està dividit en dos dialectes principals: El kalash-num – parlat pels kalash orientals- i el kalash-ala – parlat pels kalash occidentals, és a dir, els actuals nuristanis. Com succeeix amb altres poblacions que habiten en regions de muntanya, aquests dos dialectes es troben a la vegada subdividits en diversos subdialectes, corresponent cada subdialecte aproximadament a cada vall.
Els nuristanis anomenen als kalash occidentals: kāsv'o o kāsi'o.
L'economia kalash pot qualificar-se d'economia de subsistència; es troba reduïda a un mode de producció bastant primitiu, principalment una ramaderia que transhuma des de les zones més baixes de les valls fins als prats muntanyencs seguint les estacions i la disponibilitat d'aigua i pastures. A aquesta activitat s'acompanya d'una horticultura en la qual predomina el cultiu d'hortalisses –modernament s'ha introduït la patata- i algunes quantitats de cereals.
En la dieta kalash abunden els productes làctics.
La indústria es troba reduïda a una artesania que produeix indumentàries de llana i cuir, ceràmiques, utensilis i objectes decoratius de fusta i pedra dedicats gairebé en la seva totalitat a l'autoconsum per part dels seus productors.
Utilitzant un calendari lunar, divideixen l'any en períodes desiguals, al ritme de tres grans festes: Joshi, a mitjans de Maig, celebració de la fecunditat; Uchao, a l'estiu, quan els pastors baixen amb formatge des de les valls; i Chaumos, en el solstici d'hivern, que marca el dia de sacrifici de les cabres. Llavors ofereixen animals a les deïtats i ballen en grup, acompanyats pel so de tambors i flautes.

## Geografia
La població kalash que ha sobreviscut mantenint la seva cultura ètnica habita la regió anomenada pels musulmans ‘’Kafiristan’’ (país dels pagans) en les valls elevades i fredes del vessant oriental del Hindu Kush, gairebé on aquesta serralada es troba amb la de l'Himàlaia; les valls descendeixen d'oest a est cap al riu Kunar. Tal com s'ha mencionat, les tres principals valls són –de nord a sud- les de Rukmu, Mumret i Biriut. En l'actualitat el país kalash (exclòs el Nuristan) té una àrea aproximada d'uns 10.000 km², estesa majoritàriament al sud i sud-oest de la ciutat pakistanesa de Chitrāl i al nord-est de la ciutat afganesa de Jalalabad (Nangarhar). Limita al nord i a l'est amb el Kohistan i el Dardistan, a l'oest amb el Nuristan i al sud amb el Waziristan. Quant a la geografia política, actualment (2006) el petit país dels kalash està incorporat al districte de Chitral en el nord-oest del territori pakistanès denominat ‘’Frontera del nord-oest’’.
El centre del país kalash és a les coordenades:35° 44′ 09″ N, 71° 46′ 04″ E / 35.73583°N,71.76778°E.

## Història

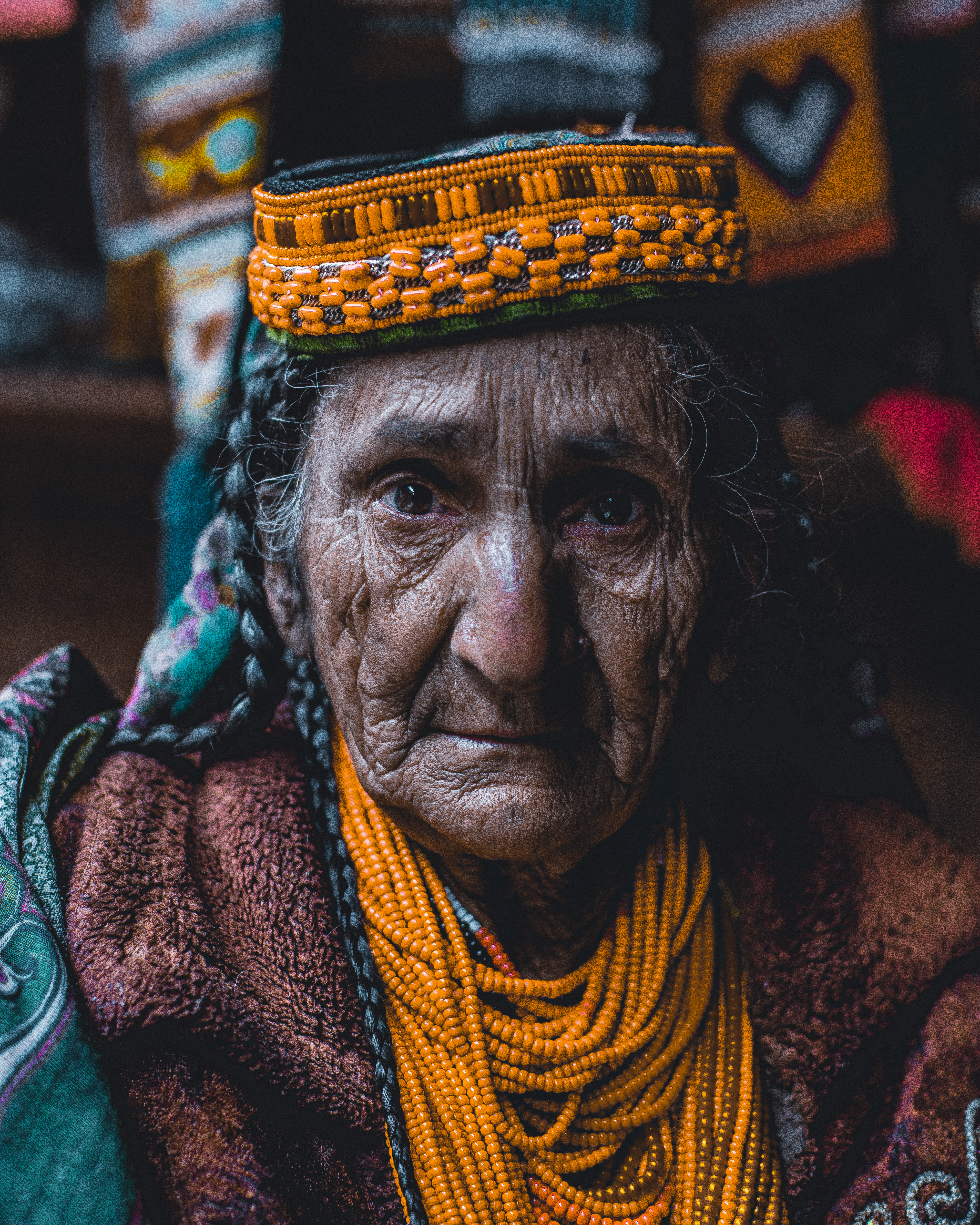
Una vella dona Kalash amb vestit tradicional.

No se sap gran cosa encara de l'origen dels kalash, però és clar que, des de l'expansió de l'islam cap al subcontinent indi, certes poblacions que van habitar l'Hindu Kush amb possibles orígens (entre altres) grecs arran de l'expedició i colonització portada a terme per Alexandre el Gran, es van refugiar en les valls gairebé inaccessibles que segles després els àrabs van anomenar Kafiristan (paraula mixta àrabigo-iraniana que significa ‘’país dels pagans'’). Anteriorment els kalash ja s'havien vist obligats a refugiar-se davant d'altres invasors (per exemple els tocaris).
No només les seves creences paganes (el qual és un pobre indici), sinó certs aspectes de la seva cultura (per exemple el pentinat tradicional de les seves dones, així com certs aspectes fisiotípics) han fet suposar que els kalash són descendents dels grecs. No obstant, el seu idioma no dona proves que ho puguin concloure.
El 1890 el monarca islàmic de Kabul, Emir Abdur-Rahman, va atacar les poblacions kalash i va ocupar la part occidental de les seves valls. Allà se'ls va imposar l'islam i des de llavors aquesta part del seu territori, annexada a l'Afganistan, va passar d'anomenar-se Kafiristan (país dels pagans o dels infidels) a dir-se Nuristan (= País de la llum), sent la seva localitat més important l'elevat poble o petita ciutat de Suked; la presència anglesa va impedir l'expansió dels monarques de Kabul més cap a l'est, i d'aquesta manera va impedir la islamització forçosa dels kalash que actualment habiten el nord del Pakistan al voltant de la ciutat de Chitral i limitant amb els territoris o petits països anomenats Dardistan i Kohistan.
L'estat de guerra crònic de la regió, amb freqüents matances (potenciades per l'armament modern) les emigracions forçoses i fam, així com les conversions igualment forçoses han fet disminuir dramàticament la població dels kalash al llarg del segle xx. Com s'ha indicat, es calcula que eren uns 100.000 habitants cap al 1900, mentre que actualment (2006) la població que es declara kalash oscil·la entre les 3.000 i 6.000 persones (tot i que es manté una relativa elevada taxa de natalitat, però que no sembla compensar la taxa de mortalitat perinatal).
Quant al presumpte origen hel·lènic dels kalash, tal com s'ha observat, encara persisteixen els dubtes. El més probable és que sigui una ètnia forjada amb diversos orígens (inclosa l'Antiga Grècia), i que de la cultura grega, a través del Regne Grecobactrià o en tot cas del Regne Indogrec hagi rebut algunes influències culturals, encara que aquestes hagin estat exagerades pels viatgers europeus del segle xix i del segle xx.
Nota: Els noms de les valls donats a l'inici del present article són els utilitzats pels mateixos kalash, en canvi en urdu i hindi se’ls anomena Rumbur, Bumburet i Birir respectivament.